# رأب البوق
يشير رأب البوق (بالإنجليزية: Tuboplasty)‏ إلى عدد من العمليات الجراحية التي تحاول استعادة سالكية ووظيفة قناة (قنوات) فالوب بحيث يمكن تحقيق الحمل. وبما أن العقم الأنبوبي هو سبب شائع للعقم، فقد كان يتم عادة إجراء رأب البوق قبل تطوير التلقيح الصناعي الفعال، أو إصلاح أي نوع آخر من هياكل الجسم يشبه الأنبوب، بما في ذلك قناة استاكيوس في الرأس والرقبة.

## الأنواع
يمكن تمييز أنواع مختلفة من عمليات رأب البوق:
- إعادة مفاغرة البوق (Tubal reanastomosis): تنطوي على استئصال الأنسجة الأنبوبية الملتصقة والتوصيل بين الأجزاء السليمة.
- رأب الخمل (Fimbrioplasty): عن طريق الفصل بين خملات البوق الملتصقة.[4]
- فغر البوق (Salpingostomy): وذلك بخلق فتحة جديدة بعيدة للأنبوب.[5]
- حل التصاقات قناة فالوب (Salpingolysis): بإزالة الالتصاقات من جميع أنحاء الأنبوب.[6]
- الزرع القرني (Cornual implantation): باستئصال جزء مقفول من الأنبوب وتوصيل الجزء البعيد المفتوح من الأنبوب إلى الرحم، بحيث يتصل مع تجويف الرحم.

## التقنيات
يتم تنفيذ الإجراءات الجراحية أعلاه إما عن طريق فتح البطن أو منظار البطن. وتتضمن التقنيات استخدام الجراحة المجهرية، والليزر، والكي الكهربي، والفصل المائي، والفصل الميكانيكي واستخدام الدعامات الجراحية، وحواجز الالتصاقات وغيرها.
وتعتمد النتائج على الأمراض الكامنة ومهارة الجراح. وقد تتراوح معدلات الحمل بين 0 - 48٪ (روك، 1985).
الحمل خارج الرحم هو من مضاعفات ما بعد جراحة رأب البوق، وقد يتطلب الأمر استئصال البوق.

## تاريخ
يرجع الفضل إلى شرودر لقيامه بأول عملية رأب أنبوبية عندما قام بإعادة فتح أنبوب مغلق لأول مرة في عام 1884، بينما أبلغ مارتن عن الحمل الأول بعد العملية الجراحية في عام 1891، إلا أنه تم إجهاضه. ولحوالي قرن من الزمن كانت الإجراءات التي تستخدم في رأب الأنبوب هي المقاربة الرئيسية لتصحيح حالات العقم الأنبوبي. ومع تطور تقنية التلقيح الصناعي، حل التلقيح الاصطناعي على نحو متزايد محل رأب البوق كعلاج للعقم الأنبوبي.